# Гибель принцессы Дианы
В ночь с 30 на 31 августа 1997 года в Париже в тоннеле под мостом Альма произошла автокатастрофа: около полуночи автомобиль Mercedes-Benz W140 потерял управление, сойдя с полосы движения, и врезался в 13-ю опору тоннеля, поддерживавшую мост. За рулём автомобиля находился Анри Поль (фр. Henri Paul), заместитель начальника службы безопасности парижского отеля «Риц»; пассажирами были принцесса Уэльская Диана, её возлюбленный Доди Аль-Файед и телохранитель последнего Тревор Рис-Джонс. Водитель и Аль-Файед погибли на месте; Диана была госпитализирована в парижскую больницу Сальпетриер, однако, несмотря на усилия врачей, скончалась от полученных травм. Единственным выжившим оказался телохранитель Рис-Джонс, который также получил тяжёлые травмы.
СМИ обвинили папарацци в преследовании автомобиля, однако длившееся на протяжении 18 месяцев французское судебное расследование установило, что катастрофа произошла по вине Анри Поля. Он потерял контроль над машиной на высокой скорости, находясь в состоянии алкогольного опьянения. Поль был заместителем начальника службы безопасности в отеле «Риц», а ещё раньше велел папарацци ждать снаружи отеля. Возможно, его опьянение усугубило влияние антидепрессантов и следы успокоительного нейролептика, обнаруженные в его организме. Следствие пришло к выводу, что фотографы не были рядом с автомобилем, когда он разбился.
Начиная с февраля 1998 года, миллиардер Мохаммед Аль-Файед (владелец отеля «Риц», где работал Поль, и отец погибшего Доди Аль-Файеда) утверждал, что аварию якобы подстроила MI6 по требованию королевской семьи, и требовал привлечь спецслужбы к ответственности. Силами Службы столичной полиции в рамках операции «Педжет» с 2004 года проводилось независимое расследование. 2 октября 2007 года Королевский суд во главе с Лорд-судьёй Скоттом Бейкером приступил к рассмотрению дела о возможной причастности MI6 к смерти принцессы Дианы. 7 апреля 2008 года присяжные пришли к выводу, что спецслужбы не могут быть виновными в гибели Дианы и Доди, а их смерть повлекли за собой безрассудные действия водителя Анри Поля и водителей других транспортных средств.

## Авария

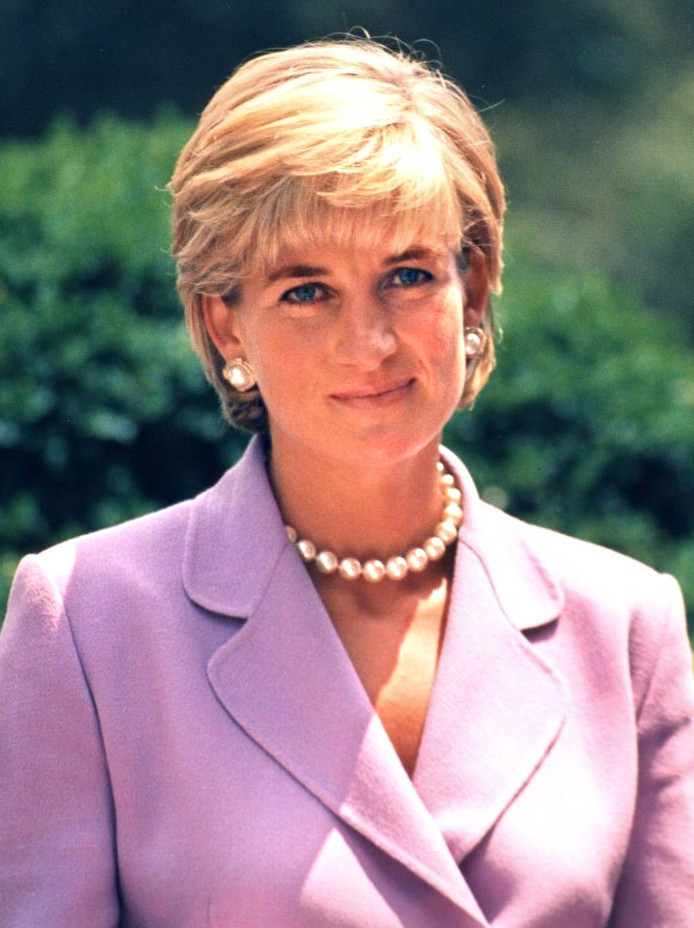
Диана, принцесса Уэльская, в июне 1997 года — за два месяца до гибели

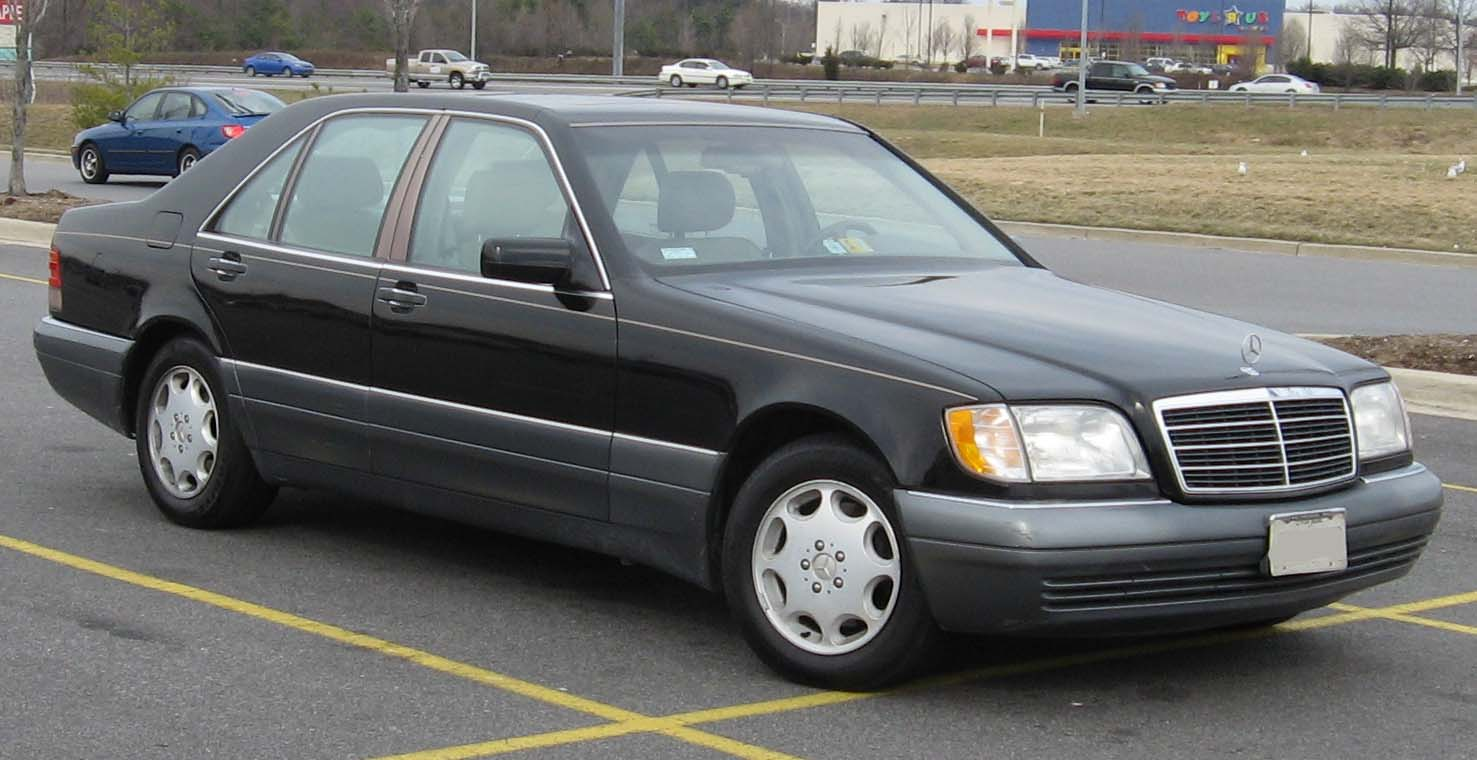
Автомобиль, подобный тому, в котором погибла принцесса Диана

В субботу, 30 августа 1997 года, Диана покинула Сардинию на частном самолёте и прибыла в Париж с Доди Аль-Файедом, сыном Мохаммеда Аль-Файеда. Они остановились там на пути в Лондон, проведя предыдущие девять дней вместе на борту яхты «Jonikal» Мохаммеда Аль-Файеда на французской и итальянской Ривьере. Они намеревались остаться там на ночь. Мохаммед Аль-Файед является владельцем отеля «Риц» в Париже. Также, он владеет квартирой на Рю Арсен Хаузсей, в нескольких минутах ходьбы от отеля, недалеко от Елисейских полей.
Анри Полю, заместителю начальника службы безопасности в отеле «Риц», было поручено управлять чёрным Мерседес-Бенц S280 1994 года для того, чтобы скрыться от папарацци. Автомобиль с приманкой покинул Риц сначала с главного входа на Вандомскую площадь, привлекая толпу фотографов. Диана и Доди, затем, отошли от отеля с заднего входа в Рю Камбон примерно в 00:20 31 августа, направляясь к квартире на Рю Арсен Хаузсей. Они были на задних сиденьях; Тревор Рис-Джонс, член команды личной семейной охраны, был на переднем пассажирском сиденье справа.
После ухода из Рю Камбон и пересечения Площади Согласия они ехали по кур-ла-Рен и улице кур-Алберт 1э — по набережной вдоль правого берега реки Сены, — направляясь в подземный туннель Альма. Примерно в 00:23 у входа в тоннель Поль потерял управление, автомобиль занесло влево на двухполосной проезжей части до лобового столкновения с 13-м столбом, поддерживающим крышу, по оценкам, на скорости 105 км/ч. Затем он развернулся и отлетел от каменной стены тоннеля назад, наконец, он остановился. Ударом нанесён существенный ущерб, особенно в передней половине транспортного средства, поскольку отсутствовало ограждение между столбами, чтобы предотвратить это. Подземный туннель Альма находится на набережной, которая имеет крыше-опорные столбы.
В мае 2017 года появились сведения о том, что автомобиль Мерседес-Бенц S280, купленный впервые в сентябре 1994 года, спустя три месяца был украден и попал в аварию, в которой несколько раз перевернулся. После, автомобиль был восстановлен и продан в отель «Риц» Парижским автоклубом, а за два месяца до 30 августа 1997 года друг Ростена предупредил отель, что при движении автомобиля на скорости более 60 км/ч он плохо управляется.

## Последствия
В то время как жертвы продолжали лежать в разбитой машине, фотографы, которые ехали медленнее и, соответственно, находились на некотором расстоянии от Мерседеса, достигли места происшествия. Некоторые бросились на помощь: пытались открыть двери и помочь пострадавшим; другие делали фотографии. Тяжелораненая Диана, как сообщалось, неоднократно бормотала: «Боже мой!», а после того, как фотографы и другие помощники были оттеснены полицией, — «оставьте меня в покое».
Аль-Файед сидел на левом заднем пассажирском сиденье и, по всей видимости, был мёртв. Пожарные офицеры всё ещё пытались реанимировать его, он был объявлен мёртвым в 1:32; Поль был объявлен мёртвым, когда его оттащили от обломков. Оба были доставлены в Институт судебно-медицинской экспертизы (ИСЭ), парижский морг, а не в больницу. Вскрытие показало, что Поль и Аль-Файед пострадали от разрыва перешейка аорты и перелома позвоночника, при этом, в случае Поля, в костномозговом отделе спинной области, а в случае Файеда — в костномозговом отделе шейной области.
Ещё в сознании Риз-Джонс получил множественные серьёзные травмы лица. Подушка безопасности переднего пассажирского сиденья функционировала нормально. У пассажиров не было ремней безопасности. Диана, которая сидела на заднем правом пассажирском сиденье, была ещё в сознании. Сначала было сообщено, что она находилась на полу автомобиля спиной к дороге. Также сообщалось, что фотограф описал её состояние как кровотечение из носа и ушей, а голова её покоилась на спинке переднего пассажирского сиденья; он пытался достать её из машины, но ноги застряли. Затем он сказал ей, что помощь уже в пути и просил не терять сознания; никакого ответа от неё не последовало, она просто моргнула.
В июне 2007 года на канале Channel 4 в документальном фильме Диана: свидетели в туннеле утверждалось, что первый человек, коснувшийся Дианы, был доктор Майлз, который случайно наткнулся на место происшествия. Он сообщил, что Диана не имела никаких видимых телесных повреждений, но была в шоке, и он снабдил её кислородом.
Первый патруль полицейских прибыл в 00:30. Вскоре после этого семь папарацци на месте происшествия были арестованы. Диана была вытащена из автомобиля в 1:00 ночи, после чего у неё случился сердечный приступ. После внешней сердечно-лёгочной реанимации её сердце снова начало биться. Она была переведена в машину скорой помощи SAMU в 1:18, которая уехала с места происшествия в 1:41 и прибыла в больницу Питье-Сальпетриер в 2:06. Несмотря на попытки спасти её, её внутренние повреждения были слишком обширны: её сердце было смещено в правую сторону груди, что разорвало лёгочную вену и перикард. Несмотря на продолжительные реанимационные попытки, включая внутренний массаж сердца, она умерла в 4:00 утра, поскольку данные ранения оказались несовместимыми с жизнью.
Позднее в то же утро Жан-Пьер Шевенман (французский министр внутренних дел), французский премьер-министр Лионель Жоспен, Бернадетт Ширак (жена французского Президента, Жака Ширака) и Бернар Кушнер (французский министр здравоохранения) посетили палату, где лежало тело Дианы, и отдали последнюю дань уважения. После их визитов Англиканский Архидиакон Франции, отец Мартин Дрейпер, прочитал благодарственные молитвы из Книги общей молитвы.
Около 17:00 бывший муж Дианы Чарльз, принц Уэльский и две её старшие сестры, Сара Маккоркодейл и Джейн Феллоуз, прибыли в Париж; они оставили её тело спустя 90 минут.
Первоначальные сообщения в СМИ заявили, что автомобиль Дианы столкнулся с столбом со скоростью 190 км/ч (120 миль в час) и что стрелка спидометра застряла в этом положении. Позже было объявлено что, скорость автомобиля во время столкновения была около 95-110 км/ч (60-70 миль в час) и что спидометр был цифровой; это противоречит списку имеющегося оборудования и функций «Мерседес-Бенца» W140 S-класса, в котором использовался аналоговый спидометр с управляемым компьютером, без цифрового считывания. С другой стороны, Daimler-Benz сообщил, что «когда Мерседес попадает в аварию, спидометр автоматически возвращается к нулю». Автомобиль, безусловно, ехал намного быстрее ограничения скорости 50 км/ч (31 миля в час), и быстрее, чем было разумно в подземном тоннеле.
В 1999 году французское следствие пришло к выводу, что Мерседес столкнулся с другим транспортным средством (белый Фиат Уно) в тоннеле. Очевидцы происшествия сообщали, что видели такую машину в тоннеле, и она скрылась сразу после аварии. Существует версия, что Фиат подрезал Мерседес и именно это и стало причиной аварии. Французский фотограф Джеймс Андансон, который ранее уже фотографировал Диану вместе с Аль-Файедом, владел как раз такой же машиной, и на него пали подозрения. Однако следов столкновения на машине Андансона не нашли и у самого фотографа было алиби. Вскоре после указанных событий Андансон продал свой Фиат, а год спустя Андансона нашли мертвым, но сочли его смерть самоубийством.
18-месячное французское судебное расследование в 1999 году пришло к выводу, что авария была вызвана Полем, который потерял контроль над машиной на высокой скорости в состоянии алкогольного опьянения.

## Похороны

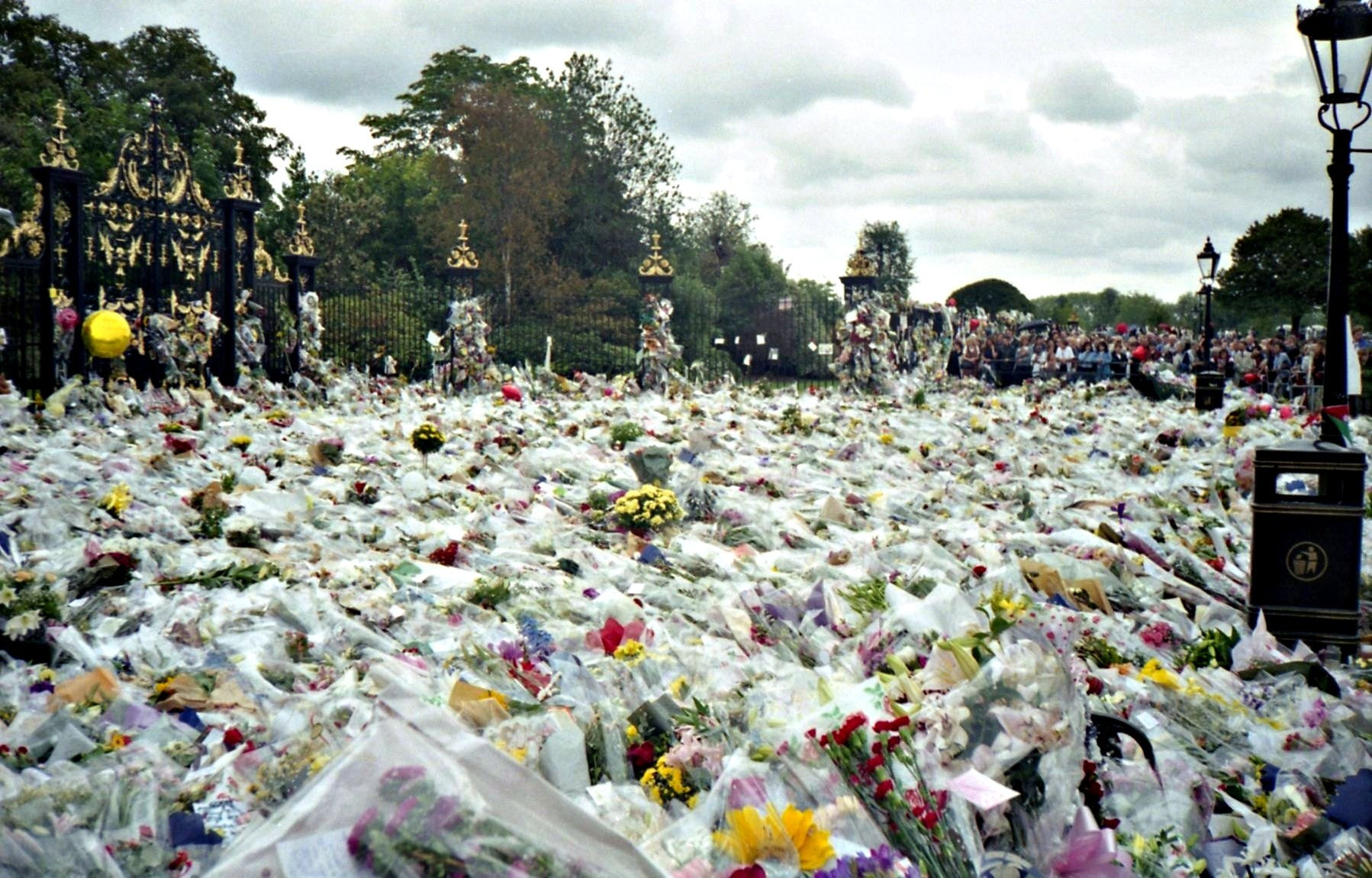
Цветы у ворот Кенсингтонского дворца

Смерть Дианы была встречена необычайным проявлением публичной скорби, и её похороны в Вестминстерском аббатстве 6 сентября привлекли около 3 млн провожающих и зевак в Лондоне. По всему миру телевизионное освещение смотрели 2,5 миллиарда человек. Оно было показано в 200 странах мира на 44 языках. Певец Элтон Джон исполнил новую версию песни «Свеча на ветру» на прощальной церемонии.
Представителям общественности было предложено подписать книгу соболезнований в Сент-Джеймсском дворце. В течение ночи члены женского Королевского добровольного обслуживания и Армии спасения обеспечивали поддержку людей в очереди вдоль торгового центра. Более одного миллиона букетов было оставлено у её дома в Лондоне, у Кенсингтонского дворца, в то время как в её семейное поместье Элторп население попросили не приносить цветы, так как объём людей и цветов на окрестных дорогах, по сообщениям, мог создать угрозу общественной безопасности.
К 10 сентября кучи цветов на улице Кенсингтон-Гарденс местами достигли глубины 5 футов (1,5 м), и нижний слой превратился в перегной. Люди вели себя тихо, терпеливо в очереди, чтобы подписать книгу и оставить свои подарки. Было несколько мелких инцидентов. Фабио Пирас, сардинский турист, получил недельный тюремный срок 10 сентября за то, что взял медвежонка из кучи. Когда приговор был сокращён до штрафа в 100 фунтов, Пирас получил удар в лицо от одного из членов общественности, когда он покидал суд. На следующий день двум женщинам, 54-летней преподавательнице средней школы и 50-летней технику связи, дали по 28-дневному тюремному заключению за 11 мишек и целый ряд цветов из кучи за пределами дворца. Этот приговор был сокращён до штрафа в 200 фунтов стерлингов каждой после того, как они провели две ночи в тюрьме.
На приватной церемонии Диану похоронили на острове посреди озера Овал, которое является частью Сада удовольствий в Элторпе. В гробу она была одета в чёрное платье от Кэтрин Уокер, чёрные колготки и сжимала в руках чётки. Чётки были подарены Матерью Терезой Калькуттской, доверенным лицом Дианы, которая умерла за день до похорон. В летние месяцы для посетителей открыт центр с выставкой о ней и с прогулкой вокруг озера. Вся прибыль передаётся мемориальному фонду Дианы, принцессы Уэльской.
Некоторые критиковали реакцию на смерть Дианы, так как считали её «истеричной» и «иррациональной». Ещё в 1998 году философ Энтони О’Хир назвала траур определяющим моментом в «сентиментализации Британии», разгоревшимся медиафеноменом, в котором границы образа и реальности стали размыты. Эти критические замечания были повторены на 10-ю годовщину, когда журналист Джонатан Фрилленд выразил мнение, что «это стало смущающей памятью, как яростная, жалкая подростковая запись в дневнике … нас передергивает, когда мы думаем об этом». В 2010 году Теодор Дэлримпл утверждал, что «сентиментальность, как спонтанная, так и вызванная преувеличенным вниманием СМИ, была необходима, чтобы превратить смерть принцессы в такие масштабы, и таким образом, послужила политической цели, которая по своей сути была нечестной, и параллельна нечестности, которая лежит за самой сентиментальностью». Некоторые культурные аналитики разошлись во мнениях. Социолог Дебора Штейнберг отметила, что многие британцы связывают Диану не только с Королевской семьёй, но и с социальными изменениями и более либеральным обществом: «Я не думаю, что это была истерия по поводу потери общественного деятеля, это также могло быть отголоском других проблем».

## Реакция королевской семьи
Смерть Дианы стала для королевы потрясением, поскольку в ней смешалось частное и публичное. Диана была не только бывшей женой её сына, но и матерью будущего короля и обожаемой иконой нации. На момент гибели Дианы её младшему сыну принцу Гарри было 12 лет, а его старшему брату принцу Уильяму — 15 лет. Гарри в 2017 году заявил, что его горе от гибели матери переросло в большое депрессивное расстройство.
Реакция королевской семьи на смерть Дианы вызвала негодование и протест. Они были в своей летней резиденции в замке Балморал, и их первоначальное решение не возвращаться в Лондон или скорбеть публично было сильно раскритиковано в своё время. Их жёсткая привязка к протоколу и нежелание заботиться о скорбящих сыновьях Дианы были истолкованы всеми как отсутствие сострадания.
В частности, отказ Букингемского дворца приспустить Королевский штандарт спровоцировал злобные заголовки в газетах. «Где наша Королева? Где её флаг?» — спрашивали в редакции газеты The Sun. Позиция дворца была одним из королевских протоколов: флаг может находиться над Букингемским дворцом как Королевский штандарт только тогда, когда Королева находится в резиденции, но Королева была тогда в Шотландии. Королевский штандарт никогда не приспускается, так как это флаг Государя и никогда не бывает периода междуцарствия или отсутствия правителя в монархии, так как новый монарх сразу же занимает место своего предшественника.
Наконец, в качестве компромисса, государственный флаг был приспущен, как только королева отправилась в Вестминстерское аббатство в день похорон. Королева также согласилась на телевизионное выступление, в котором, по рекомендации правительства, назвала себя «бабушкой».

## Реакция политиков
Премьер-министр Великобритании Тони Блэр заявил, что он «почувствовал себя совершенно опустошенным после смерти принцессы».
Президент США Билл Клинтон заявил, что он и его жена Хиллари Клинтон были «глубоко опечалены», когда узнали о её смерти.
Кофи Аннан, генеральный секретарь Организации Объединённых Наций, сказал, что её смерть «лишила мир стойкой и преданной посланницы, работавшей ради улучшения жизни страдающих детей во всем мире».
В Австралии заместитель премьер-министра Тим Фишер осудил папарацци за чрезмерно усердное освещение происходящего.
Президент России Борис Ельцин высоко оценил благотворительную деятельность Дианы: «Все знают о большом вкладе принцессы Дианы в благотворительную деятельность, и не только в Великобритании».
Среди других политиков, направивших соболезнования, были президент Южной Африки Нельсон Мандела, премьер-министр Австралии Джон Говард, премьер-министр Канады Жан Кретьен, премьер-министр Новой Зеландии Джим Болджер, президент Украины Леонид Кучма, президент Белоруссии Александр Лукашенко и премьер-министр Израиля Биньямин Нетаньяху.

## Общественная реакция
В Лондоне тысячи людей несли букеты и стояли у Букингемского дворца после известия о смерти Дианы. Люди начали приносить цветы в течение часа после того, как новость была распространена. Би-би-си приспустила флаги. Радио и телевидение транслировали Британский национальный гимн «Боже, храни Королеву» в ответ на смерть принцессы, что является прецедентом для смерти члена королевской семьи.
Жители Соединённых Штатов были шокированы её смертью. В Париже тысячи людей посетили место аварии и больницу, где умерла Диана. Люди приносили цветы, а также пытались посетить отель «Риц». В Боснии Ясминко Белич, выжившая после того, как подорвалась на мине, которая познакомилась с Дианой всего тремя неделями ранее, сказала: «Она была нашим другом». После её смерти многие знаменитости, включая актёров и певцов, обвинили папарацци и осудили их безрассудное поведение.
В течение четырёх недель после её похорон уровень самоубийств в Англии и Уэльсе вырос на 17 %, а случаи умышленного причинения себе вреда — на 44,3 % по сравнению со средним показателем за этот период за четыре предыдущих года. Исследователи предполагают, что это было вызвано эффектом «идентификации», поскольку наибольший рост самоубийств был у людей, наиболее похожих на Диану: женщин в возрасте от 25 до 44 лет, уровень самоубийств которых увеличился более чем на 45 %. Другое исследование показало, что 50 % британцев и 27 % американцев были глубоко затронуты её смертью, как если бы кто-то из их знакомых умер. В этом же исследовании был сделан вывод о том, что в целом женщины в обеих странах страдают больше, чем мужчины. То же самое исследование показало, что «благотворительность» и «способность отождествлять себя с обычными людьми» были одними из главных факторов, заставлявших людей восхищаться ею и уважать её. В течение нескольких недель после её смерти консультационные службы сообщили об увеличении числа телефонных звонков от людей, которые обращались за помощью из-за горя или бедствия.
Национальная скорбь по Диане имела экономические последствия. В краткосрочной перспективе, по оценкам Центра экономических и бизнес-исследований (CEBR), розничные продажи упали на 1 % на этой неделе. Пробки на дорогах в центре Лондона, когда толпы людей шли во дворцы, чтобы отдать дань уважения, также негативно сказались на производительности, и, по оценкам CEBR, это обошлось предприятиям в 200 миллионов фунтов стерлингов, или в общую потерю 0,1 % валового внутреннего продукта за третий квартал 1997 года. Однако в долгосрочной перспективе ЦЕБР предположил, что это будет компенсировано ростом туризма и продажей памятных вещей.

## Мемориалы
Спустя годы после смерти принцессы интерес к её жизни оставался высоким. В качестве временного мемориала общественность использовала памятник «Пламя свободы» (Flame of Liberté), расположенный рядом с туннелем Альма и связанный с французским пожертвованием Статуи Свободы Соединенным Штатам. Послания с соболезнованиями с тех пор были удалены, и его использование в качестве мемориала Дианы прекратилось, хотя посетители все ещё оставляют сообщения в её честь. Постоянный мемориальный фонтан «Диана, Принцесса Уэльская» был открыт королевой в Гайд-парке в Лондоне 6 июля 2004 года.

## Расследование
В соответствии с английским законодательством, случаи внезапной или необъяснимой смерти требуют проведения расследования. Французское судебное расследование уже было проведено, но 6000-страничный доклад так и не был опубликован. 6 января 2004 года, через шесть лет после смерти принцессы, в Лондоне началось расследование обстоятельств смерти Дианы и Доди, которое проводил Майкл Берджесс, коронер королевского двора. Коронер попросил комиссара лондонской полиции сэра Джона Стивенса провести расследование в ответ на предположения, что смерть не была несчастным случаем. Полицейское расследование сообщило о своих выводах в ходе операции «Пэджет» в декабре 2006 года.
В январе 2006 года Лорд Стивенс объяснил в интервью GMTV, что дело значительно сложнее, чем думали. 29 января 2006 года газета «Санди Таймс» написала, что агенты британской Секретной службы подверглись перекрёстному допросу, так как они находились в Париже в момент аварии. Во многих журналах было высказано предположение, что эти агенты могли подменить анализ крови водителя на другой образец крови (хотя никаких доказательств этого не было).
Расследование обстоятельств смерти Дианы и Доди началось 8 января 2007 года, при этом Дама Элизабет Батлер-Слосс выступала в качестве заместителя коронера королевского двора по расследованию дела и помощником заместителя коронера по Суррею в связи с расследованием дела Файеда. Первоначально Батлер-Слосс намеревалась заседать без присяжных; позднее это решение было отменено Высоким судом, а также юрисдикцией коронера королевского двора. 24 апреля 2007 года Батлер-Слосс ушла в отставку, заявив, что ей не хватает опыта, необходимого для проведения расследования с присяжными. Роль коронера в расследовании была передана Лорду судье Скотту Бейкеру, который 13 июня официально приступил к исполнению обязанностей коронера в Западном Лондоне.
27 июля 2007 года Бейкер, заслушав доклады адвокатов заинтересованных сторон, опубликовал перечень вопросов, которые могут быть подняты в ходе расследования, многие из которых были подробно рассмотрены операцией «Пэджет»:
1. Была ли ошибка водителя Анри Поля причиной столкновения
2. Была ли способность Анри Поля водить нарушена из-за алкоголя или наркотиков
3. Произошло ли столкновение по вине Фиата Уно или другого транспортного средства
4. Способствовали ли действия папарацци столкновению
5. Является ли планировка и конструкция дороги/туннеля изначально опасными, и если да, то способствовало ли это столкновению
6. Способствовали ли какие-либо яркие/мигающие огни столкновению или вызвали его, и если да, то их источник
7. Чьим решением было то, что принцесса Уэльская и Доди Аль-Файед должны были выйти из заднего входа в «Риц», и что Анри Поль должен был вести автомобиль
8. Передвижения Анри Поля между 7 и 10 часами вечера 30 августа 1997 года
9. Объяснение наличия денег у Анри Поля 30 августа 1997 года на его банковском счёте
10. Был ли Андансон в Париже в ночь столкновения
11. Была бы жизнь Дианы спасена, если бы она попала в больницу раньше или если бы её лечение было бы другим
12. Была ли Диана беременна
13. Собирались ли Диана и Доди Аль-Файед объявить о своей помолвке
14. При каких обстоятельствах принцесса Уэльская опасалась за свою жизнь
15. Обстоятельства, связанные с приобретением кольца
16. Обстоятельства, при которых тело Дианы было забальзамировано
17. Бросает ли свидетельство Томлинсона какой-либо свет на аварию
18. Были ли британские или какие-либо другие службы безопасности причастны к столкновению

Официально следствие началось 2 октября 2007 года с приведения к присяге присяжных в составе шести женщин и пяти мужчин. Скотт Бейкер сделал длинное вступительное заявление, дав общие указания присяжным и представив доказательства. Би-би-си сообщило, что Мохаммед Аль-Файед, ранее повторивший своё утверждение о том, что его сын и Диана были убиты королевской семьёй, немедленно раскритиковал вступительное заявление как предвзятое.
В ходе следствия были заслушаны показания людей, связанных с Дианой и событиями, приведшими к её смерти, включая Пола Баррелла, Мохаммеда Аль-Файеда, её мачеху, выжившую в катастрофе, и бывшего главу МИ-5.
Скотт Бейкер начал подведение итогов 31 марта 2008 года. Он начал с того, что сказал присяжным: «Никто, кроме вас и меня, и, я думаю, джентльмена в публичной галерее с Дианой и Файедом, нарисованными на его лбу, не прослушал каждое слово доказательств» и пришёл к выводу, что «нет ни малейшего доказательства», что смерть Дианы была заказана герцогом Эдинбургским или организована службами безопасности.
Лорд-судья Скотт Бейкер завершил подведение итогов в среду, 2 апреля 2008 года. После подведения итогов присяжные удалились, чтобы рассмотреть пять приговоров, а именно: незаконное убийство по неосторожности одним или несколькими транспортными средствами или Полем; случайная смерть или оставить вердикт открытым. 7 апреля 2008 года присяжные решили, что Диана была незаконно убита транспортными средствами.
Принцы Уильям и Гарри опубликовали заявление, в котором они сообщили, что «согласны с вердиктом и очень благодарны». Мохаммед Аль-Файед также сказал, что он примет вердикт и «откажется от своей 10-летней кампании, чтобы доказать, что Диана и Доди были убиты в заговоре».
Расходы на расследование превысили 12,5 миллионов фунтов, при этом коронерское расследование составило 4,5 миллиона фунтов, а ещё 8 миллионов фунтов были потрачены на расследование столичной полиции. Оно длилось 6 месяцев и заслушало 250 свидетелей, при этом стоимость сильно критиковалась в средствах массовой информации.

## Сопутствующие иски
Девять фотографов, которые следили за Дианой и Доди в 1997 году, были обвинены в непредумышленном убийстве во Франции. Высший суд Франции снял обвинения в 2002 году.
У трёх фотографов, которые фотографировали последствия аварии 31 августа 1997 года, были конфискованы фотографии, и их судили за вторжение в частную жизнь за съёмку через открытую дверь разбившегося автомобиля. Фотографы, которые были частью «папарацци», были оправданы в 2003 году.

## Теории заговора
Хотя первоначальное французское расследование показало, что Диана погибла в результате несчастного случая, было выдвинуто несколько теорий заговора. С февраля 1998 года отец Доди, Мохаммед Аль-Файед (владелец отеля «Риц», где работал Поль, и, следовательно, потенциально ответственный за смерть), утверждал, что крушение было результатом заговора, а позже заявил, что крушение было организовано МИ-6 по указанию королевской семьи. Его претензии были отклонены французским судебным расследованием и операцией «Пэджет» — расследованием столичной полицейской службы, которое завершилось в 2006 году. 2 октября 2007 года в Королевском суде Лондона под руководством лорда судьи Скотта Бейкера продолжилось расследование обстоятельств смерти Дианы и Доди, которое началось в 2004 году. 7 апреля 2008 года присяжные пришли к выводу, что Диана и Доди стали жертвами непредумышленного убийства, совершённого «некомпетентным» шофёром Полем и водителями других транспортных средств. Дополнительными факторами были «нарушение сознания водителя» Мерседеса из-за употребления алкоголя", так же травмы, приведшие к смерти, были вызваны непристёгнутыми ремнями безопасности, и факт, что Мерседес врезался в столб в туннеле Альма, а не столкнулся с чем-то другим.
17 августа 2013 года Скотленд-Ярд раскрыл, что они изучают достоверность информации из источника, который утверждал, что Диана была убита британскими военными.

## В СМИ
Актёр Джордж Клуни публично раскритиковал несколько таблоидов и агентств папарацци после смерти Дианы. Некоторые из таблоидов бойкотировали Клуни после вспышки гнева, заявив, что он «обязан значительной частью своей знаменитости» таблоидам и фотоагентствам, о которых идёт речь.
Диана заняла третье место в опросе «100 величайших британцев» 2002 года, организованном Би-би-си и поддержанном британской общественностью, после сэра Уинстона Черчилля (1-е место) (дальний родственник) и Изамбарда Кингдома Брюнеля (2-е место), чуть выше Чарльза Дарвина (4-е место), Уильяма Шекспира (5-е место) и Исаака Ньютона (6-е место). В том же году другой британский опрос назвал смерть Дианы самым важным событием в стране за последние 100 лет. Историк Ник Барретт прокомментировал это как «довольно шокирующий результат».
Позднее, в 2004 году, американская телевизионная сеть CBS показала фотографии места крушения в одной из своих программ, которые были «частью 4000-страничного доклада французского правительства». На снимке были неповреждённая задняя боковая и центральная части Мерседеса, в том числе на снимке присутствовала Диана без внешних повреждений, согнувшаяся на полу у заднего сиденья спиной к правому пассажирскому сиденью, правая задняя дверь была полностью открыта. Букингемский дворец, премьер-министр Великобритании и брат Дианы осудили публикацию, в то время как CBS защитила своё решение, заявив, что фотографии «размещены в журналистских целях — проверка медицинского лечения, предоставленного принцессе Диане сразу после аварии».
13 июля 2006 года итальянский журнал Chi опубликовал фотографии, на которых Диана была изображена среди обломков автомобиля. Фотографии были опубликованы, несмотря на неофициальный запрет таких фотографий. Редактор оправдал своё решение тем, что опубликовал фотографии просто потому, что их никто раньше не видел, и он не думал, что изображения были неуважительными к памяти Дианы.
Британская газета Daily Express подверглась критике за использование темы принцессы Дианы уже после её смерти. Репортаж 2006 года в «Гардиан» показал, что газета упоминала о ней в многочисленных недавних новостях, с заголовками, включая «возможно, Диана должна была пристегнуть ремень безопасности», «секреты ноутбука начальника расследования Дианы украдены», «счёт в 250 000 фунтов в год для запуска фонтана Дианы» и «порча ремня безопасности Дианы».

## В интернете
Смерть Дианы произошла в то время, когда использование интернета в развитом мире было на подъёме, и несколько национальных газет и по крайней мере одна британская региональная газета уже запустили онлайн-службы новостей. Компания BBC News организовала онлайн-освещение всеобщих выборов ранее в начале 1997 года, и из-за широкого внимания общественности и средств массовой информации к смерти Дианы BBC News быстро создала веб-сайт с новостями о смерти Дианы и событиях, которые последовали за ней. Смерть Дианы помогла руководителям BBC News понять, насколько важными становятся онлайн-службы новостей, и полноценная онлайн-служба новостей была запущена 4 ноября того же года наряду с запуском 9 ноября новостного канала BBC News 24.

## Увековечивание памяти о трагедии в культуре
В 2021 году, в день 60-летия принцессы Дианы, её сыновья, принц Уильям и принц Гарри, открыли мемориал в Кенсингтонском дворце. Статуя изображает принцессу в окружении троих детей и символизирует любовь «народной принцессы» ко всем детям земли и бескорыстную помощь больным и обездоленным.

### Комментарии
1. ↑  Девятерых папарацци обвинили в убийстве, но позже обвинения были сняты.
2. ↑  Принц Филипп расценил спуск флага как унижение королевы[7].
3. ↑  Люди прибывали в Лондон со скоростью шесть тысяч человек в час, чтобы оплакать ее кончину[7].